# Иде.ли?
Иде.ли? е българскоезичен сайт, чиято идея е „да стане източник на полезна информация, както и събирателно място, за всички българи живеещи в чужбина“.
Печели наградата на конкурса БГ сайт за онлайн общност на 2006 г. Сайтът е наименуван на едноименния разказ „Иде ли?“ на Иван Вазов.
В сайта се публикуват статии за различни аспекти на живота от различни държави, които се пишат от различни автори, които ги пращат на сайта за публикуване. В последните няколко години се наблюдава голям интерес и от страна на българи в България, като немалка част от статиите са за България. На практика всеки владеещ български език пише за която държава желае, като се забелязват голям брой статии например за екскурзии в чужбина или разкази за връщания в България, както и за най-различни аспекти от живота.
Автор и инициатор на сайта е Павел Калинов, който го създава, когато се премества да живее в Бризбейн, Австралия. Известен е още и като основател на българския портал Гювеч.
Към 25 декември 2006 г. сайтът е публикувал статии за 37 държави като също има и допълнителна категория ООН, към която се отнасят статии за некатегоризирани държави, засягащи няколко държави или на теми, нямащи общо с държава. Също така се публикуват преведени статии и статии публикувани на други сайтове.
Иде.ли? също разполага със секции галерии със снимки, връзки, медии, обяви и форуми.